# Jorge Laplace
Jorge Laplace (Jerez de la Frontera, Cádiz; 7 de agosto de 1981) es un guionista y director de cine español.  

## Trayectoria
Estudió Comunicación Audiovisual en la Universidad de Sevilla, Master de Guion en la Universidad Autónoma de Barcelona y Screenwriter Program en la New York Film Academy de Nueva York. Puso en marcha su primer trabajo, el cortometraje de animación en stop-motion Palomita mía, antes de finalizar la carrera y se estrenó en 2005, con la producción de La Zanfoña Producciones y Background 3D. Antonia San Juan, Antonio Dechent y Vicente Romero pusieron voz a los personajes de un cortometraje que obtuvo 10 premios (5 de ellos internacionales).
A continuación, escribió varios proyectos para La Claqueta PC, destacando 30 años de oscuridad y Alfred y Anna, obras que fueron nominadas al Goya al mejor documental (2012) y al mejor cortometraje de animación (2013), respectivamente.
En 2013, recibe el Premio Andaluz del Futuro, otorgado por Bankia y el grupo Joly.
En 2017, 23 disparos se convierte en el primer largometraje documental que Laplace dirige. El largometraje reconstruye los hechos y circunstancias que rodearon la muerte de Manuel José García Caparrós durante la manifestación por la autonomía andaluza acaecida el 4 de diciembre de 1977. El documental, cuyo guion también escribió Laplace, se hizo con importantes premios como el Premio Iris de la Academia de Televisión, los premios al mejor documental del Festival de Cine Europeo de Sevilla, del Festival de Nuevo Cine Andaluz y de los premios Asecan. También en 2017 coguioniza el corto de animación Alleycats, que a diciembre de 2021 contaba con más de 13 millones de visualizaciones en YouTube.
Su siguiente largometraje como director sería "Equipo D: los códigos  olvidados" (2019), producido por Playmedia Producciones y TVE y estrenado en la Seminci de Valladolid. El documental dio a conocer al gran público al criptógrafo y espía Antonio Camazón, que fue el jefe del equipo español que colaboró con polacos y británicos para desentrañar Enigma, la máquina de mensajería nazi utilizada para las comunicaciones durante la Segunda Guerra Mundial. Fue premiado como mejor documental en el Festival inDOCumentari y su música fue galardonada con un Premio Asecan.
En 2020, junto a Anais Berdie, dirige y guioniza Carolina Marín: puedo porque pienso que puedo, serie documental centrada en la jugadora de bádminton Carolina Marín y producida por Buendía Studios para Amazon Prime Video.
En 2021, coguioniza la ópera prima de Miguel Ángel Muñoz, 100 días con la Tata, que recibió el Premio Forqué al mejor documental.
Su primer trabajo para Movistar+ llega en 2022, dirigiendo el documental Locomía, que se convierte en la no ficción más vista de la plataforma de ese año. Al mismo tiempo, Laplace anuncia la creación de su propia productora, "Prinzi S.L.U.". Apenas un mes después del lanzamiento de Locomía, Laplace estrena 30 días para ganar para Vix+ película ganadora de un Telly Award en NYC como mejor documental y nominada a los EMMYS INTERNACIONALES como mejor documental deportivo del planeta. Y, en noviembre de ese mismo año, también para Vix+ y producida por Prinzi, lanza La Absoluta: la película documental que narra la historia de la selección española de fútbol ganadora de un Mundial y dos Eurocopas.

## Filmografía seleccionada
| Año  | Título                                        | Ocupación                       |
| ---- | --------------------------------------------- | ------------------------------- |
| 2005 | Palomita Mía                                  | Director y coguionista          |
| 2009 | Cuestión de suerte                            | Director y guionista            |
| 2012 | 30 años de oscuridad                          | Guionista                       |
| 2013 | Alfred y Anna                                 | Guionista                       |
| 2014 | The Perfect Bunny                             | Director, guionista y productor |
| 2014 | Yasuní, genocidio en la selva                 | Guionista                       |
| 2015 | La vida en llamas                             | Coguionista                     |
| 2015 | Amazonas Clandestino                          | Coguionista                     |
| 2016 | Pasión por Cano                               | Codirector y coguionista        |
| 2017 | Alleycats                                     | Coguionista                     |
| 2017 | 23 disparos                                   | Director y guionista            |
| 2019 | Equipo D: los códigos olvidados               | Director y guionista            |
| 2020 | Carolina Marín: puedo porque pienso que puedo | Director y guionista            |
| 2021 | 100 días con la Tata                          | Coguionista                     |
| 2022 | Locomía                                       | Director y guionista            |
| 2022 | 30 Dias para Ganar                            | Director y Guionista            |
| 2022 | La Absoluta                                   | Director, Guionista y Productor |
| 2024 | La Liga: Más Allá del Gol                     | Director                        |
| 2025 | Nada                                          | Productor                       |
| 2025 | Carlos Alcaraz: My Way                        | Director y guionista            |